# 结构彝族苗族乡
结构彝族苗族乡是中华人民共和国贵州省毕节市赫章县下辖的一个民族乡。

## 行政区划
结构彝族苗族乡下辖以下村级行政区划单位：
中山村、松林村、青江村、多魁村、毛姑村、沙坝村、大寨村和大山村。